# ヴァルデマール・フォン・プロイセン (1868-1879)
ヴァルデマール・フォン・プロイセン（ドイツ語: Waldemar von Preußen, 1868年2月10日 - 1879年3月27日）は、プロイセン王国の王族。ドイツ皇帝フリードリヒ3世の四男。全名はヨアヒム・フリードリヒ・エルンスト・ヴァルデマール（Joachim Friedrich Ernst Waldemar）。
愛称はヴァルディ(Waldi)。
ヴァルデマールは1868年2月10日、フリードリヒ3世（当時皇太子）とその妃でイギリス女王ヴィクトリアの娘であるヴィクトリアの間に第6子としてベルリンで生まれた。幼い頃から利発で元気だったため、兄のヴィルヘルムやハインリヒよりも両親に可愛がられた。しかし1879年3月27日、ジフテリアのためポツダムで死去した。11歳。墓所はポツダムの平和教会（Friedenskirche）にある。